# 蔡兰
蔡兰（1939年9月—2020年3月18日），女，江苏海安人，中国农业机械专家，教育家，原江苏理工大学校长。

## 生平
1939年生于江苏海安。1959年考入南京工学院农机系，1964年毕业留校，并随系迁建镇江农业机械学院（1982年更名为江苏工学院，1994年更名为江苏理工大学），历任机械制造系助教、讲师、副教授、教授、博士生导师。1991年，任江苏工学院常务副院长兼党委副书记。1995年至2001年，任江苏理工大学校长。1993年获江苏省先进科技工作者、全国优秀教师称号，享受国务院政府特殊津贴。兼任中国成组技术研究会常务理事、顾问。2008年，任江苏大学女教授联谊会名誉会长。2010年2月退休。2020年3月18日8点45分在江苏大学附属医院逝世。

## 出版物
- 蔡兰; 王霄 (编). . 化学工业出版社. 2005年4月. ISBN 9787502567088.
- 蔡兰; 冠子明; 刘会霞 (编). . 武汉理工大学. 2004年1月. ISBN 9787562920717.
- 蔡兰 (编). . 机械工业出版社. 1995年5月. ISBN 9787111042969.